# Раздяла с родителите
„Раздяла с родителите“ (на немски: Abschied von den Eltern) е повест от немския писател Петер Вайс (1916 – 1982), публикувана през 1961 г.
Повестта „Раздяла с родителите“ Петер Вайс пише през 1960/61 г., когато е 44-годишен и вече автор на 2 прозаични творби – „Дуели“ (1951) и „Сянката на тялото на кочияша“ (1960). Едва по-късно, през 1963 г., Петер Вайс ще си създаде име и на значителен драматург с пиесата си „Марат/Сад“.
Повестта представлява отчет на един продължителен процес на самонаблюдение и себепознание. Тук се примесват интимният дневник със социалния анализ, белетристичната изповед с историческия документ. В този смисъл „Раздяла с родителите“ е някакъв хибриден литературен вид, в който се дава простор на потока на съзнанието, на спомените и себеоценките. Жанровата неопределеност на книгата проличава и от това, че тя представлява един-единствен абзац, без нови редове, без композиция и премислена подредба. Но въпреки привидната хаотичност на повествованието, творбата на Петер Вайс се чете леко и с увлечение, защото допада със своята откровеност, дори с безпощадността на саморазголването. По силата на внушението тази мемоарна книга може да се сравни с „Думите“ на Жан-Пол Сартр, като дори ги превъзхожда по широта на наблюденията и по проницателност на погледа.
Майката
Основно действащо лице в книгата е майката на писателя, която присъства чрез мъчителната власт на отсъствието си от първата до последната страница. Защото повестта – ще останем на това название – започва със смъртта на майката, а след това и на бащата. Всичко останало е трудна равносметка на пропуснатото, на тягостните и празни години, в които отношенията с родителите са се люшкали между бунт и подчинение, между протест и примирение. Описанието започва от ранното детство, засяга контактите в дома и извън него, приятелствата и враждите между децата.
Петер Вайс рисува образите и характерите на заобикалящите го, възобновява отдавна сънувани сънища и мечтани мечти, припомня си пейзажи и гледки, разположението на мебелите в къщата, магията на вещите, която детето изпитва върху себе си. Тук повестта напомня твърде осезателно мемоарите на Марсел Пруст „По следите на изгубеното време“. Само че Вайс се стреми да възкреси не изтеклото време, а да намери изгубената истина за това време. За тази цел той се подлага почти на клиничен анализ, като не щади себе си и читателя с подробности от най-интимната сфера.
Училищните спомени създават и първата обществена картина в повествованието.
Бащата
Следват размишления върху характера на бащата, като се цитира негово писмо до майката от 5 юли 1915 г., т.е. от годините на Първата световна война, когато той е тежко ранен. Притесненията на детството се засилват през пубертета, когато момчето за първи път усеща своя пол. Описани са с големи подробности грижата на майката около съзряването на момчето и някои физиологични моменти, които навярно биха смутили едно по-лицемерно съзнание.
Ерос и литература
Следват първите еротични преживявания с момчета, което се представя като нещо естествено за едно подобно развитие и няма и следа от порнография. Училищните взаимоотношения с другарите напомнят донякъде романа на Роберт Музил „Лутанията на възпитаника Тьорлес“. Но времето е друго, в Германия започва възшествието на националсоциализма и това намира своето отражение в книгата. Този период съвпада с първите интереси към литературата и изкуството у юношата. Той чете безразборно всякакви книги, най-вече такива, които са му забранени от родителите. Но впоследствие идват и такива произведения като „Бесове“, „Унижените и оскърбените“, „Записки от мъртвия дом“ на Достоевски, а също „Еликсирът на дявола“ от Е.Т.А. Хофман и „Ад“ на Данте.
Писателят обрисува и първото си еротично преживяване с момиче – със сестра си Маргит. Също и тук описанието не предизвиква чувство за безнравственост, а внушава усещането за обърканост и напираща чувственост у едно неопитно и потиснато от образа на майка си момче. А момчето е изцяло отдадено на изкуството – рисува, пише, занимава се с музика.
Тогава по улиците звучат речите на Хитлер и момчето узнава, по-скоро осъзнава, че баща му е евреин и от това ще последват някои промени в живота на семейството. Със смъртта на Маргит, която смърт е описана подробно, започват опитите на момчето да се освободи от своето минало. Започват анализите на вината, издирването на причините за отчуждението в дома, стремежите към самостоятелност в поведението и разсъжденията. И отново са описани еротичните изживявания, този път с домашната прислужница Елфриде, описана е по-скоро невъзможността за истинско еротично изживяване породи дълбоко чувство на самота и непълноценност.
Политика и самота
Така се стига до дните, когато момчето трябва да започне работа. Еднообразието на всекидневието засилва неговата самота – това е вече времето на емиграцията на семейството в Англия, време на първите задълбочени приятелства, както това с Жак, когото майката не одобрява, а това води до нови конфликти. След изчезването на Жак момчето отново се превръща в нещо като мебел в дома, поне това е неговото усещане, мебел, който всеки почиства от натрупващата се по него мръсотия, но никой не си задава въпроса откъде иде тя.
Постепенно момчето става младеж, започва работа във фабрика и завързва мъчително приятелство с Макс, при което не липсват еротични моменти. Най-после – а това става вече в Прага – младежът намира пътя си на художник, започва да учи в Пражката художествена академия, където добива друга увереност и чувство за смисъл на живота.
Описания на еротични изживявания в спомените се примесват с описанията на чувството за студ и пустота, на копнежа по сливане с незнайната, но жадувана жена. Тук Петер Вайс си припомня и някои еротични пориви към майка си, които звучат в книгата като нещо естествено и не шокират с откровеността си.
Момчето става мъж
Първото удовлетворително общуване с жена сякаш донася и дългоочакваното освобождаване от комплексите и задръжките. Младежът постепенно става мъж. И се отдава напълно на художественото си призвание. Така, сред неспокойство, възземане, изпадане в нови състояния на слабост и малодушие, Петер Вайс се разделя с родителите си. Някогашното момче тръгва по пътя на собствения си живот.
Повестта на Петер Вайс покорява с изповедния си тон и представлява литература от най-висока класа. В критичната бележка към изданието от 1982 г. се посочва: „Тази книга разказва за очарованието и бездните на детството, за болезнения процес на възмъжаването, за неминуемото откъсване от другите. Това е протокол на едно себеосвобождаване.“